# Cumaná
Cumaná je město ve Venezuele, které je správním centrem státu Sucre. Leží 400 km východně od Caracasu v ústí řeky Manzanares do Karibského moře. Žije v něm 257 783 obyvatel a je sedmnáctým největším městem v zemi.
Cumaná je nejstarším městem založeným Evropany na americké pevnině. V roce 1515 vznikla františkánská misie a v roce 1521 město Nueva Toledo, které později dostalo název podle místního kmene Cumanagoto. V roce 1537 se stalo hlavním městem provincie Nueva Andalucía. Ve svých počátcích bylo několikrát zničeno domorodci nebo zemětřesením a opět obnoveno. Významnými památkami jsou pevnost Santa María de la Cabeza a římskokatolická katedrála na náměstí Plaza Andres Eloy Blanco.
Město je důležitým rybářským a obchodním přístavem, má také tabákový, textilní a automobilový průmysl (filiálka firmy Toyota) a vysokou školu Universidad de Oriente. Pro bohatý kulturní život dostala Cumaná přezdívku „venezuelské Athény“. Turisté přijíždějí díky množství pláží a nedalekému národnímu parku Mochima.
Místním rodákem byl Antonio José de Sucre, jeden z osvoboditelů latinské Ameriky.